# Moth (stad)
Moth is een nagar panchayat (plaats) in het district Jhansi van de Indiase staat Uttar Pradesh. 

## Demografie
Volgens de Indiase volkstelling van 2001 wonen er 13.029 mensen in Moth, waarvan 53% mannelijk en 47% vrouwelijk is. De plaats heeft een alfabetiseringsgraad van 64%. 